# Conometopus cristaticollis
Conometopus cristaticollis är en insektsart som beskrevs av Blanchard 1851. Conometopus cristaticollis ingår i släktet Conometopus och familjen Ommexechidae. Inga underarter finns listade i Catalogue of Life.